# SV Novi Grad
SV Novi Grad, odnosno "nogometni klub Novi Grad" je nogometni klub iz Austrije, iz Novog Grada.
Klub je oko kojeg se okupljaju gradišćanski Hrvati, hrvatska manjina u Austriji.

## Klupski uspjesi
- gradišćanskohrvatski nogometni kup:

- prvaci:
- doprvaci:

- gradišćanska liga:
- gradišćansko prvenstvo u malom nogometu: